# Фокион
Фокион (грч. Φωκίων, око 402—318. п. н. е.) је био атински државник, војсковођа и оратор. Ратујући као помоћник атинскога војсковође Хабрије стекао је велико искуство и углед, па је 45 пута био биран за атинскога стратега. Током своје политичке активности био је промакедонски оријентисан политичар, па је често долазио у сукоб са Демостеном. Сматрали су га непоткупљивим политичарем, а био је познат и по томе што се не додворава мишљењу већине. За време македонске доминације у Грчкој владао је у Атини. Успешно је сарађивао и са Филипом II Македонским и са Александром Великим, са којим је био и пријатељ. Након Александрове смрти избио је Ламијски рат, а Фокион је поново био против рата са Македонијом и Антипатром. Након Антипатрове победе у Ламијском рату Фокион је поново владао у Атини и био је у добрим односима са Антипатром. Када је Антипатар умро Полиперхон је постао регент и дошло је до расцепа између Полиперхона и Касандра, па је Полиперхон подржао радикалне демократе у Атини и смењивање Фокиона. Фокион је ухапшен, а народна скупштина га је 318. п. н. е. осудила на смрт испијањем кукуте. Забранили су да се сахрани на територији Атике.

## Први војни походи и прва истицања
Млади Фокион је учествовао у много војних похода у којима је командовао Хабрија. У тим походима је стекао значајно војно искуство. Хабрија га је ценио јер је компензовао неке његове недостатке. Хабрија му је поверио руковођење најзначајнијих војних операција, па је Фокион брзо постао познат широм Грчке. Фокион је учествовао у веома значајној бици код Наксоса 376. пре н. е, када је атинска морнарица победила спартанску флоту у првој великој поморској бици након Коринтскога рата. У тој бици Фокион се посебно истакао командујући левим крилом атинске флоте. Та поморска победа омогућила је Атини да поново постигне поморску надмоћ у Егеју.

## Улога у атинској скупштини
Јавно Фокиона су признавали као мудрога атинскога политичара. Ипак у атинској скупштини он се супротстављао већини. Атињани су га 45 пута бирали за стратега, иако се он готово увек супротстављао мишљењу већине. Никад није говорио или чинио нешто да би стекао наклоност Атињана. Атињани су за команданте управо желели оне, који ће се трезвено супротставити њиховим нагонима и жељама. Једном су га Атињани позивали да их поведе у рат против непријатеља и називали га кукавицом, јер је он то одбијао. Он је одговорио да га они не могу учинити храбрим, а ни он њих кукавицама. Једном приликом Атињани су били у спору са Тебом око неких територија и намеравали су да ратују, али Фокион их је саветовао да ратују речима у чему су надмоћнији, а не оружјем, јер су војно слабији од Тебанаца.

## Ораторска вештина
Био је вешт оратор. Полиеукт од Сфете је рекао да је Демостен најбољи оратор, а да је Фокион најмоћнији говорник. Фокион је много тога успевао да каже језгровито, са мало речи. Својим говорима Фокион је успевао да потакне Атињане. Демостен је често био супротстављен Фокиону, па му је рекао да ће га Атињани убити када полуде, а Фокион му је одговорио да ће Атињани убити Демостена када дођу памети.

## На Еубеји против Македоније
Филип II Македонски је 350/349. п. н. е. извршио инвазију на Еубеју и постављао је тиране по градовима на Еубеји. Плутарх из Еретрије је тада позвао Атињане да им помогну и спасе Еубеју од Македонаца. Фокион је дошао на челу мале војске верујући да ће му се придружити људи са Еубеје. Филип II Македонски је организовао читаву мрежу поткупљивања локалних политичара. Цело острво је било пуно издајника и корумпираних, па се Фокион нашао у великој невољи. Због тога је заузео једну територију, која је одвојена дубоком гудуром од равница изнад Тамине.
Еубејски генерал Калија је уз македонску подршку припремио напад на Фокиона и његовога еубејскога савезника Плутарха. Фокион је још обављао жртвовање, а већ је започела битка. Фокион још није био завршио жртвовање, а већ је Калија поразио атинске савезнике са Еубеје. Док су гањали пораженога Плутарха са најамницима тек тада се појавио Фокион и најпре је победио непријатељску коњицу. Онда је сачекао распршену Плутархову војску и са њима је победио у бици. Након битке Фокион је заузео Еретрију и успоставио гарнизон у тврђави Заретри, која се налазила на положају, где је Еубеја најближе копну. Осигуравши Еретрију вратио се у Атину.

## Рат на Хелеспонту
Филип II Македонски је настојао да заузме Херсонез, Перинт и Византион. Атињани су послали Хареса да се супротстави македонској инвазији, али грчки колонисти нису добро прихватили Хареса. Харес није успео градовима ни оружје да испоручи. Сумњало се да је он изнуђивао новац од савезника. Атињани су почели да се кају што су уопште слали оружје Византиону. Фокион је тада Атињанима рекао да не треба да буду љути на своје савезнике, него на атинске генерале. Атињани су онда 339. п. н. е. послали Фокиона да помогне савезницима. Византион је одмах примио Фокиона и атинску војску. Успели су да спрече да Македонци заузму Византион, као стратешки важан град. Македонци су били истерани са Хелеспонта, а Фокион је заробио македонске бродове и нападао и пустошио њихову територију. Ранили су га приликом једнога напада, па се онда вратио у Атину.

## Мисија у Мегари
Једном је народ Мегаре тајно позвао Атињане у помоћ. Бојали су се да ће им Филип II Македонски заузети град. Претпоставља се да се то десило 344/343. п. н. е. Фокион се бојао да Беоћани то не сазнају и да онда спрече да Атињани прискоче Мегари у помоћ. Због тога је сазвао народну скуштину рано ујутро и објавио поруку, коју је Мегара послала. Чим је народна скупштина изгласала да ће помоћи Мегари, Фокион је са Атињанима одмах кренуо директно са скупштине. Мегарани су их срдачно дочекали. Фокион је изградио један зид око луке у Мегари и два дуга зида од луке до Мегаре.

## Сукоби са Македонијом
Што се тиче Македоније Фокион је имао умерен став да треба да избегава сукобе са много јачим противником Македонијом. Знао је да би такав сукоб био катастрофалан за Атину. Иако је успешно ратовао против Македоније уочио је успон Македоније и њену моћ. Залагао се за склапање споразума са Македонијом и избегавање рата. Међутим у то доба атински оратори Демостен, Ликург (оратор) и Хиперид су се залагали за рат против Македоније. Они су били охрабрени доста великом војном моћи Атине. Филип II Македонски је настојао да избегне рат са Атином. Надао се да ће му Атина ставити на располагање своју моћну морнарицу, која је Филипу била потребна у планираном походу на Персију.
Фокион је био одсутан из Атине у доба битке код Херонеје 338. пре н. е, када су Теба и Атина били поражени. Након тога пораза атинска аристократија се заложила да се Фокион поново изабере за стратега Атине. Фокион је одлагао колико је могао неке неизбежне ставри. Залагао се за директне преговоре са Филипом, за кога је очекивао да ће бити благ. Супротстављао се да се Атињани прикључе конгресу у Коринту, али Демад је наговорио Атињане да то прихвате, па су Атињани у Коринту добили обавезу да Филипу дају бродове и коњанике.

## Спасава Демостена од Александрова гнева
Након смрти Филипа II Македонскога 336. п. н. е. на власт је дошао његов син Александар Велики. Док је Александра ратовао против Илира и Трачана Теба се поново побунила. Александар је кренуо да казни Тебу, а Демостен се залагао да Атина помогне Тебу. Фокион се оштро супротстављо Демостену, Хипериду и Ликургу, који су се залагали за рат са Македонијом. Када је Александар разорио Тебу 335. п. н. е. тражио је да му Атињани предају Демостена, Хиперида, Ликурга и друге важније антимакедонски расположене Атињане. Александар је грубо дочекао прву атинску делегацију поцепавши им папире. Међутим примио је Фокиона, који је ублажио Александров гнев толико да је Александар одустао од захтева за предајом антимакедонских политичара. Фокион је уживао велики углед код Филипа и Александра. Спасио је Демостена и остале ратне хушкаче, који су уједно били и његови и македонски непријатељи.

## Односи са Александром
Фокион је постао Александров пријатељ. Александар Велики му је послао поклон вредан 100 таланата, а Фокион је то одбио иако је живео јако скромно, готово као сиромах. Када је Александар био у рату са Персијом и тражио бродове од Атињана Фокион се залагао да се пошаље све што Александар тражи. Образлагао је да Атињани треба да освајају или да буду у добрим односима са освајачем.

## Ламијски рат
Након Александрове смрти 323. п. н. е. Атињани су се побунили против Антипатра. Леостен је започео Ламијски рат 323. п. н. е. Леостен и Фокион су били стратези. Фокион се супротстављао започињању Ламијскога рата, јер је сматрао да Атина нема тако велике ресурсе. У почетку су Атињани побеђивали. Опседали су Антипатра у граду Ламији. И након победе Фокион је и даље био против тога рата. Леостен је погинуо приликом опсаде Ламије. Након Леостенове погибије Антифил је изабран за новога стратега. Фокион је успео да победи Микиона, који је уз помоћ хорде Македонаца и плаћеника харао обалама Атике. У тој бици Микион је погинуо. У то време 322. п. н. е. Леонат је прешао у Европу са својом војском да помогне Антипатру. У Македонији је сакупио још војске, па је у Тесалију ушао са 20.000 пешака и 1.500 коњаника. Грци су имали 22.000 војника и 3.500 коњаника. Леонат је погинуо у бици, али захваљујући његовом доласку Антипатар се ослободио опсаде и спојио се са Леонатовом фалангом. Кад му је стигао Кратер са 12.000 војника Антипатар је имао укупно 40.000 војника на располагању и тада је победом у бици код Кранона 322. п. н. е. окончао Ламијски рат.

## Антипатар пред Атином
Антипатер је са војском одмах кренуо на Атину. Демостен и Хиперид су одмах побегли из Атине. Демад је предложио да пошаљу изасланике и да моле Антипатара за мир. У Атини су били ужаснути, па су све наде полагали у Демада и Фокиона, које су послали да траже мир од Антипатра. Фокион је отишао код Антипатра и први пут је спречио напад на Атину. Други пут је отишао код Антипатра са другим изасланицима. Антипатар је тражио безусловну предају Атине, што су Атињани морали да прихвате. Антипатар је инсистирао на
- кажњавању водећих антимакедонских политичара
- успостављању гарнизона у Мунихији (акропољу атинске луке Пиреја)
- враћање на стари устав, а то значи укидању демократије
- плаћање ратне штете

## Антипатар и Фокион
Антипатар је тражио од Атињана да му између осталих предају и Демостена и Хиперида. Атињани су тада примили македонски гарнизон. Око 12.000 грађана изгубило је грађанска права, а део њих је отишао у Тракију. Фокион је владао Атином за време Антипатра. Антипатар је о Фокиону говорио као о свом пријатељу. Заххваљујући угледу, који је уживао код Антипатра Фокион је успевао да наговори Антипатра да се одлаже исплата новца коју град треба да плати. Атињани су Фокиону додијавали и молили га да тражи од Антипатара да повуче македонски гарнизон, али Фокион је то стално одлагао.

## Полиперхон
Антипатар је 319. п. н. е. пред своју смрт одредио да нови регент буде Полиперхон. Његов син Касандар је очекивао да он буде именован за регента, па након Антипатерове смрти избијају нови сукоби. Пре него што је стигла вест о Антипатровој смрти Касандар је послао Никанора да преузме заповедништво у Мунихији. Када су Атињани чули да је Антипатар мртав сматрали су Фокиона кривим, јер се у Мунихији налазио македонски гарнизон. Полиперхон је послао писмо Атињанима и објавио да им враћа демократију.
Атина је тада била подељена. Фокион је био на аристократској страни на којој је био и Касандар. На другој страни била је народна партија, која је подржавала Полиперхона. Фокион је почео да отворено подржава Никанора. Атињанима је упорно говорио да Никанор нема намере да осваја Атину. Када је одржавао састанак у Пиреју са Никанором један атински генерал покушао је да ухапси Никанора, а Фокион је тада помогао Никанору да умакне. Атинска народна скупштина наредила је Фокиону као стратегу да нападне Никанора и његову војску у пирејском акропљољу Мунихији. Фокион је најпре одбио да то учини. Међутим онда је Никанор заузео Пиреј. Фокион је прекасно одлучио да ипак нападне Никанора. У то време војска се већ побунила против њега. Фокион је постао предет подругивања. Кривили су га због Никанорова бега и због упорног инсистирања да Никанор неће Атини направити никакву штету.

## Фокионова смена
Током 318. п. н. е. Полиперхон је одлучио да Атину искористи за властите политичке амбиције. Подржавао је радикалне демократе и обновио је атинске слободе. Полиперхонов син Александар дошао је са војском до Атине са наводним циљем да ослободи Атину од Никанора и његове војске лојалне Касандру. Међутим Александров прави циљ био је да заузме Атину, па је због тога почео да преговара са Никанором. Заједно са Александром у Атину су похрлили многи прогнани из Атине. Сазвали су неформалну скупштину, на којој су сменили Фокиона и поставили нове стратеге.

## Полиперхон хапси Фокиона
На народној скуштини оратор Агнонид оптужио је Фокиона за издају. Фокион је одлучио да се обрати Полиперхону. Кренуо је на пут према Полиперхону заједно са својим пријатељима, промакедонски оријентисаним политичарима. Атинска скупштина је исто тако послала делегацију, која је стигла код Полиперхона у исто време кад и Фокион. Ту је регент Полиперхон заседао заједно са малоумним краљем Филипом III Аридејем, у чије име је владао. Обе стране су говориле један против друге, али када се Фокион јавио Полиперхон га је прекидао тако да се Фокион повукао и више није иступао. Полиперхон је похапсио Фокиона и његову делегацију и дао је Белом Клиту да их спроведе до Атине да би им народ судио.

## Суђење Фокиону
У Атини је сазвана народна скупштина, на којој се требало судити Фокиону и његовим друговима. Пред скупштином је најпре прочитано краљево писмо у коме су они означени као издајници. То је фактички Полиперхон писао у име малоумнога краља Филипа III Аридеја. Краљ је давао народу право да им суди. На тој скупштини имали су право да гласају сви, укључујући робове и странце. Фокион је тражио да му гомила дозволи да говори своју обрану, али није могао да говори од буке. Тражио је да бар пусте његове пријатеље, али гомила је сматрала да и њих треба осудити. Фокион и његови пријатељи осуђени су на смрт и требало је да попију кукуту. Тада је на смрт у одсуству осуђен и Деметрије Фалеронски.

## Фокионова смрт
Док су их одводили на погубљење били су злостављани. Били су присиљени да попију отров од кукуријека. Када су Фокион и другови попили отров показало се да количина није довољна да брзо умру. Отрова није било довољно, а џелат није хтео да припреми још док год му нису платили. Фокион је рекао да човек не може ни да умре у Атини, а да не плати. Било је наређено да се Фокион не сме сахранити у Атици, а не смије их нико ни кремирати. Леш је однесен на територију Мегаре. Фокионова жена је тајно донела Фокионове кости и сахранила их на огњишту. Касније када је дошло до промене политичких прилика Атињани су му поставили бронзану статуу и сахранили кости.